# Petter Solberg
c
Petter Solberg, född 18 november 1974 i Askim i Norge, som idag bor i Sverige, är en norsk professionell rallycrossförare och före detta professionell rallyförare.
Solberg är som enda förare världsmästare i två bilsportgrenar då han vunnit VM i både rally och rallycross. Han vann VM i rally 2003 och blev världsmästare i rallycross 2014 och 2015. 

## Rallykarriär
Solberg inledde sin WRC-karriär hos Ford men körde sedan säsongen 2001 fram till att Subaru drog sig tillbaka från WRC 2008 för det japanska bilmärket. Han har vunnit 13 rallyn i WRC, alla med Subaru.
Första segern kom 2002. Året efter, 2003, blev han världsmästare med endast en poängs marginal till Sébastien Loeb, som skulle komma att bli världsmästare de följande nio åren.

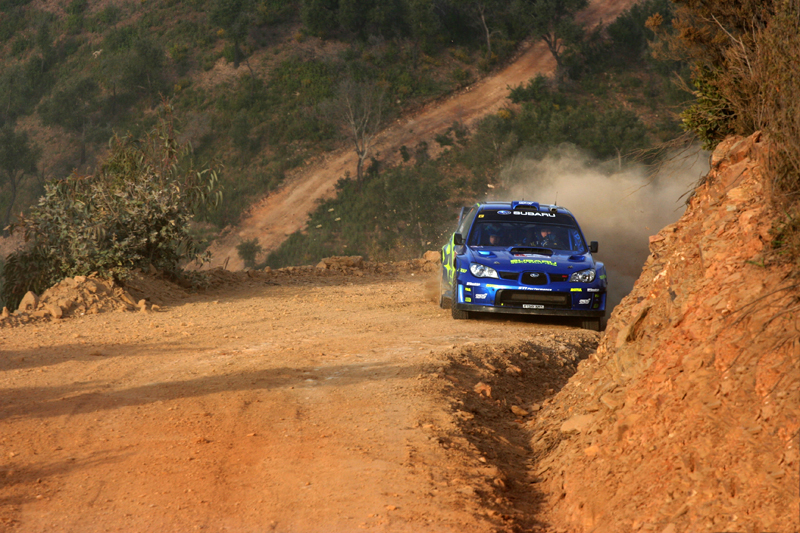
Solberg under sin tid i Subarus fabriksstall, här under Rally Portugal 2007.

Hans co-driver från 1999 fram till mitten av 2010 var walesaren Phil Mills. När Mills annonserade slutet av sin VM-karriär under mitten av 2010 var det nordirländaren Chris Patterson som tog över notblocket.

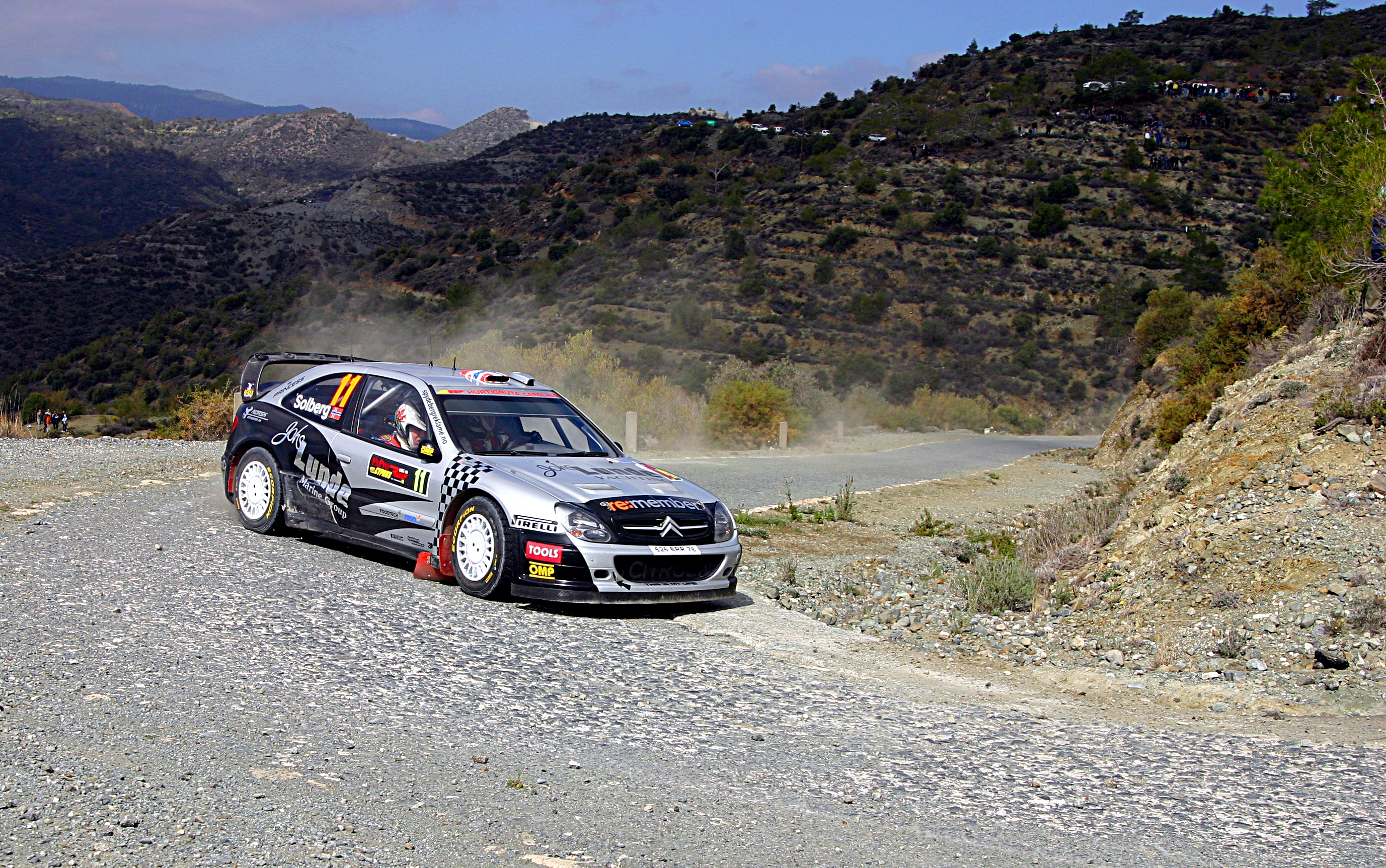
Solberg på Cypern 2009, under sin första säsong som privatteam, här i en Citroën Xsara WRC.

När Subaru drog sig ur WRC 2008, skapade han det värmlandsbaserade Petter Solberg World Rally Team 2009 och körde rally-VM i privat regi med Citroën som billeverantör mellan 2009 och 2011. Petter bytte modell från Citroën Xsara WRC till Citroën C4 WRC under slutet av 2009. När sedan bilreglementet skrevs om inför 2011 tävlade han den säsongen i Citroën DS3 WRC.

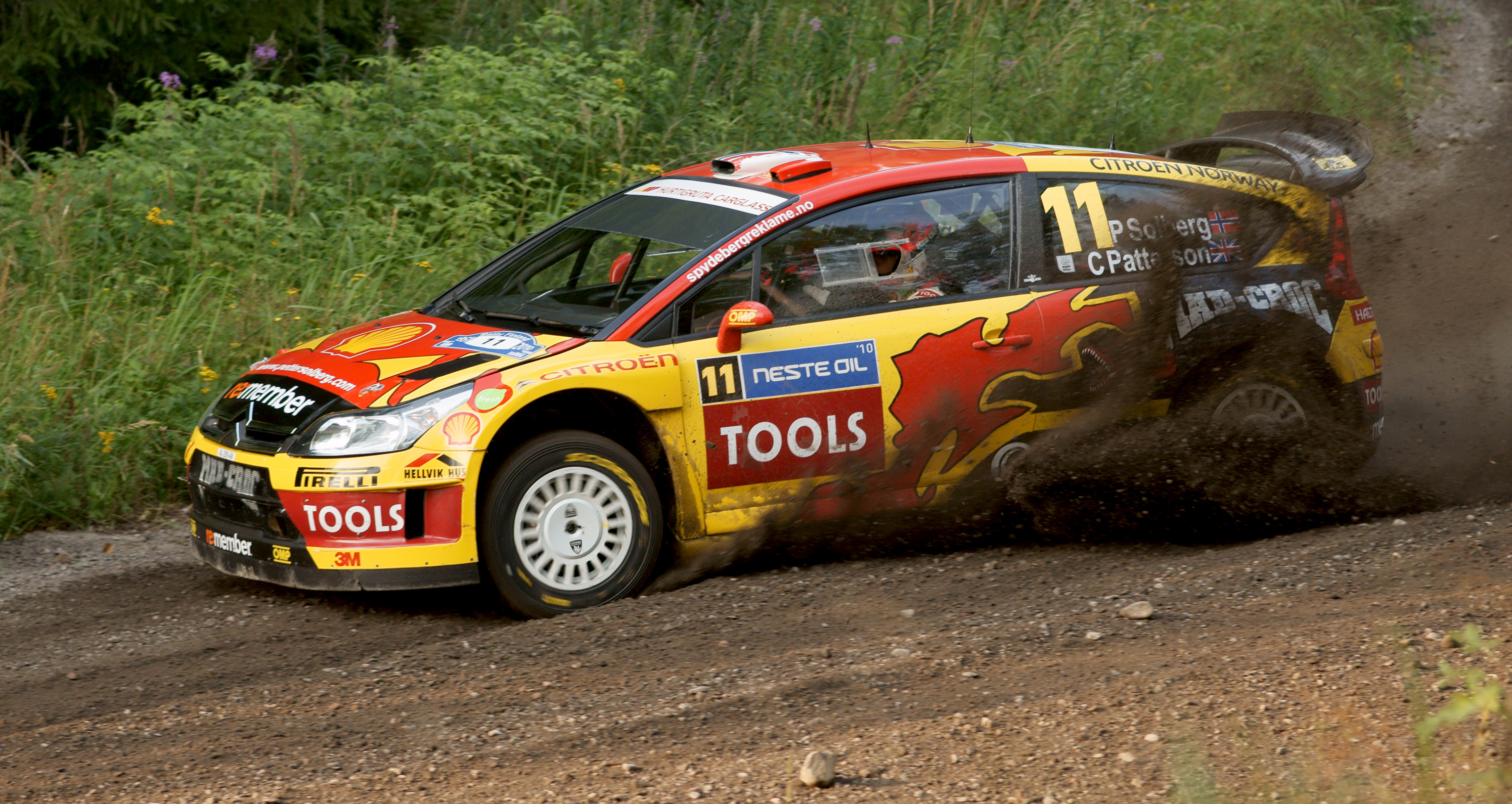
Solberg med en Citroën C4 WRC i sitt privatteam, under Rally Finland 2010.

2012 blev han fabriksförare igen då han körde för Ford. Det skulle bli hans sista år som professionell rallyförare, och han avslutade karriären i samma stall som han debuterade i WRC med. 

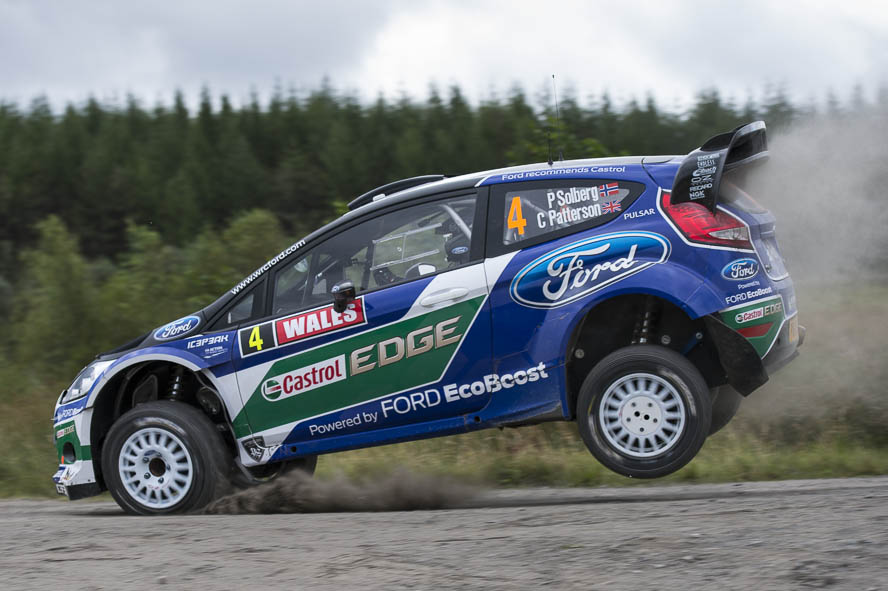
Petter Solberg under Wales Rally GB i en Ford Fiesta WRC under sitt sista år i WRC 2012, då han körde för Fords fabriksstall.

## Rallycrosskarriär
2013 var det dags för en ny era då Petter bildade ett eget team, PSRX, för rallycross. I verkstaden i Torsby byggdes en Citroën DS3 Supercar som han deltog i EM-serien med under 2013, med blandade resultat. 
2014 fick rallycross VM-status, Petter byggde en ny bil och blev den första världsmästaren i rallycross. Han blev dessutom den första som hade vunnit VM i två bilsportgrenar, rally 2003 och rallycross 2014. 

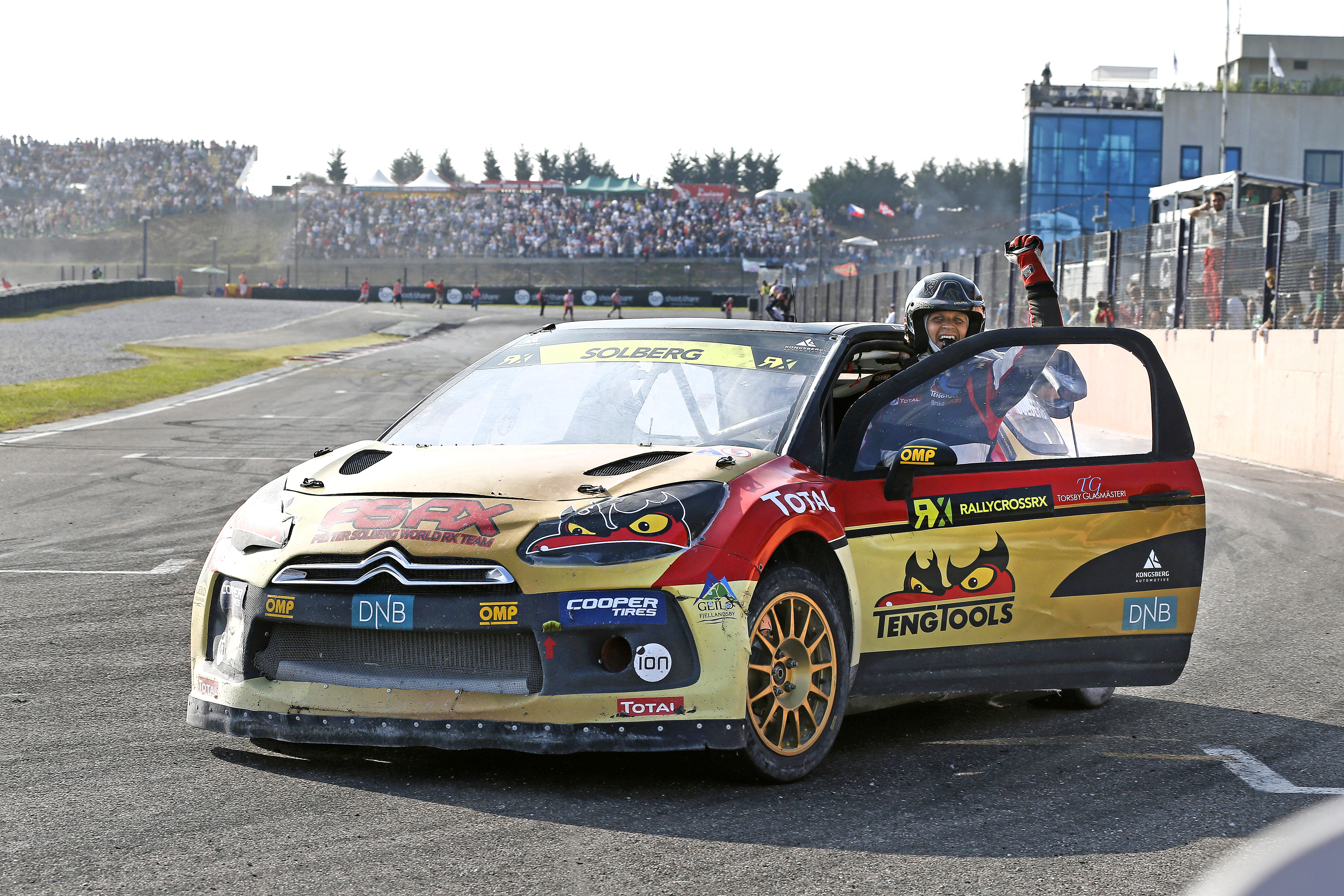
Petter Solberg blir världsmästare i rallycross 2014 på Franciacortabanan i Italien.

Han försvarade sin titel och blev världsmästare igen 2015. 
Efter en tung säsong 2016 inledde PSRX ett samarbete med Volkswagen Motorsport våren 2017 och bildade ett gemensamt team, PSRX Volkswagen World RX Team Sweden. Johan Kristoffersson blev förare tillsammans med Petter och tillsammans dominerade de VM i rallycross 2017. PSRX Volkswagen World RX Team Sweden blev märkesmästerskapet och Johan Kristoffersson vann förartiteln, med Solberg på tredje plats.

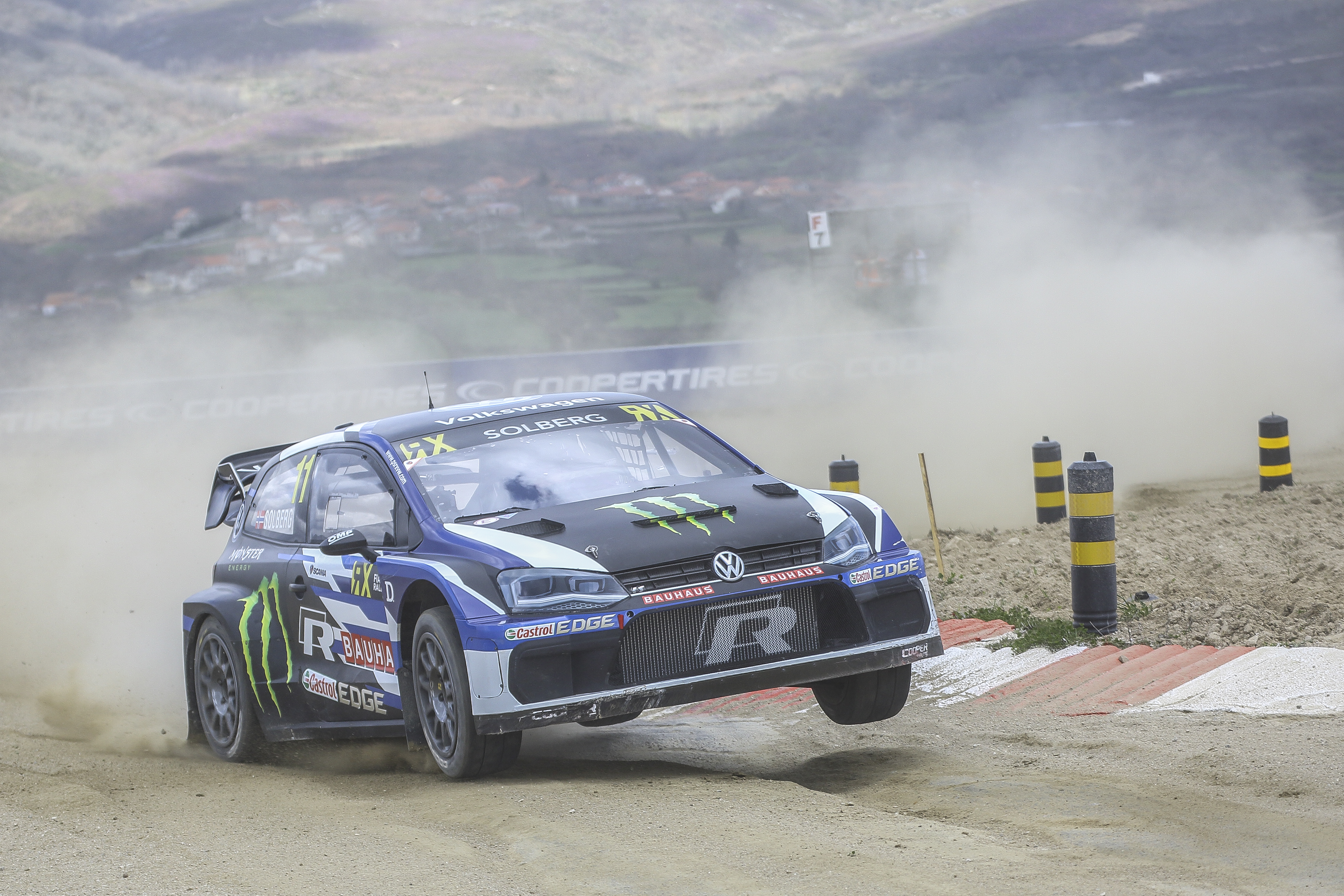
Petter Solberg i en VW Polo under VM-deltävlingen i rallycross i Montalegre, Portugal 2018.

## Privatliv
Petter Solberg växte upp i Spydeberg i Østfold och har bott i Monaco men bor numera i Mitandersfors i västra Värmland. Han är gift med svenska Pernilla Solberg (tidigare Walfridsson) från Torsby, dotter till 1980 års FIA rallycross-europamästare Per-Inge "Pi" Walfridsson. 
Petter har en två år äldre bror, Henning Solberg, som också har varit professionell rallyförare. Även Henning har en svensk fru.
Han är far till Oliver Solberg.

## Meriter
- Rallyvärldsmästare 2003
- Rallycrossvärldsmästare 2014, 2015
- Aftenpostens guldmedalj 2003
- Norska sportjournalisternas statyett 2003

## Segrar WRC
| Nr | Rally          | År   |
| -- | -------------- | ---- |
| 1  | Storbritannien | 2002 |
| 2  | Cypern         | 2003 |
| 3  | Australien     | 2003 |
| 4  | Frankrike      | 2003 |
| 5  | Storbritannien | 2003 |
| 6  | Nya Zeeland    | 2004 |
| 7  | Grekland       | 2004 |
| 8  | Japan          | 2004 |
| 9  | Storbritannien | 2004 |
| 10 | Italien        | 2004 |
| 11 | Sverige        | 2005 |
| 12 | Mexiko         | 2005 |
| 13 | Storbritannien | 2005 |